# Parkermavella incurvata
Parkermavella incurvata is een mosdiertjessoort uit de familie van de Bitectiporidae. De wetenschappelijke naam van de soort is, als Lacerna incurvata, voor het eerst geldig gepubliceerd in 1972 door Uttley & Bullivant.